# Comté de Park (Colorado)
Le comté de Park est un comté du Colorado. Son chef-lieu est Fairplay. Il fait partie de la zone métropolitaine Denver-Aurora.

## Géographie
Les principales villes du comté sont :
Municipalités
- Alma
- Fairplay

Localités
- Bailey
- Como
- Grant
- Guffey
- Hartsel
- Jefferson
- Lake George
- Shawnee

Villes fantômes
- South Park
- Tarryall

## Démographie
| 1870 | 1880  | 1890  | 1900  | 1910  | 1920  |
| ---- | ----- | ----- | ----- | ----- | ----- |
| 447  | 3 970 | 3 548 | 2 998 | 2 492 | 1 977 |

| 1930  | 1940  | 1950  | 1960  | 1970  | 1980  |
| ----- | ----- | ----- | ----- | ----- | ----- |
| 2 052 | 3 272 | 1 870 | 1 822 | 2 185 | 5 333 |

| 1990  | 2000   | 2010   | - | - | - |
| ----- | ------ | ------ | - | - | - |
| 7 174 | 14 523 | 16 206 | - | - | - |

## Histoire
Créé en 1861, le comté doit son nom à sa situation dans la région de South Park (en).

## Photos

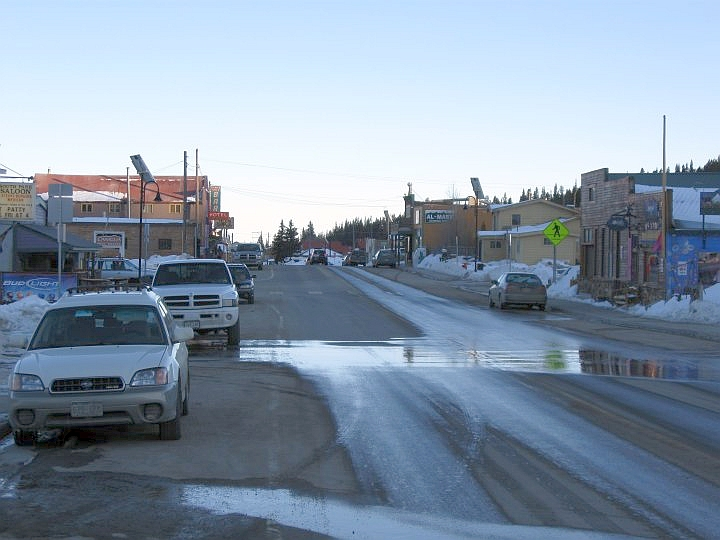
La rue principale d'Alma.
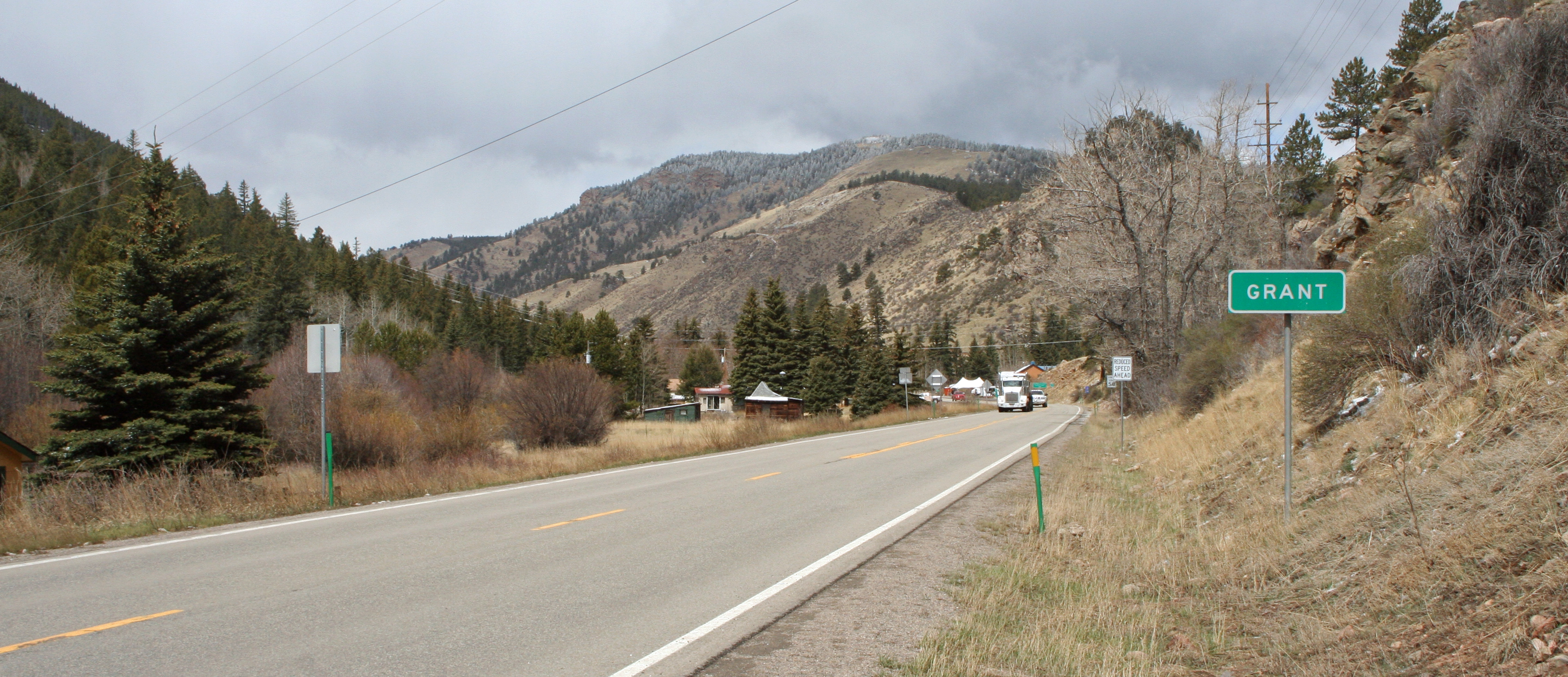
Grant.
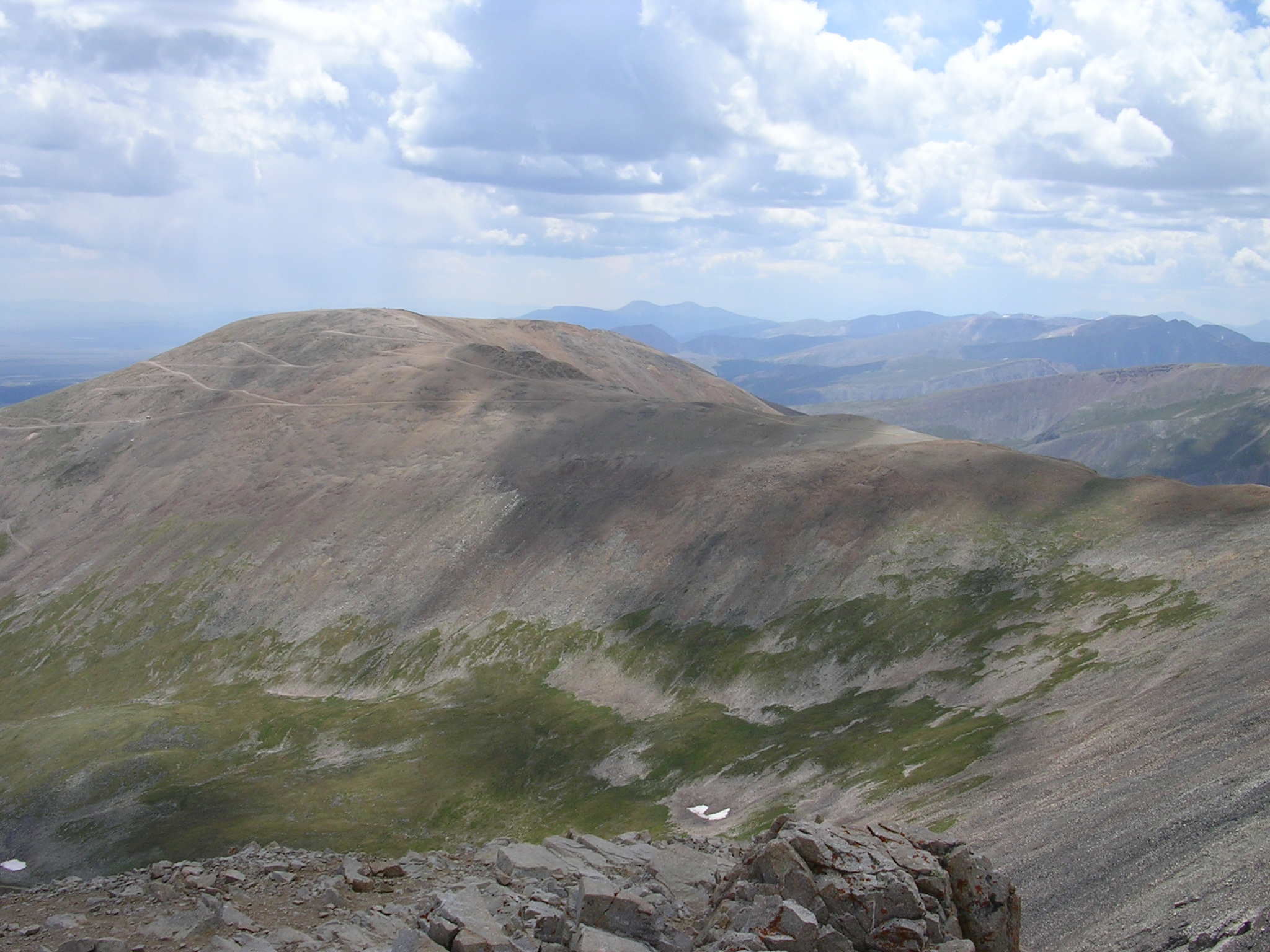
Le mont Bross vu depuis le sommet du mont Lincoln.
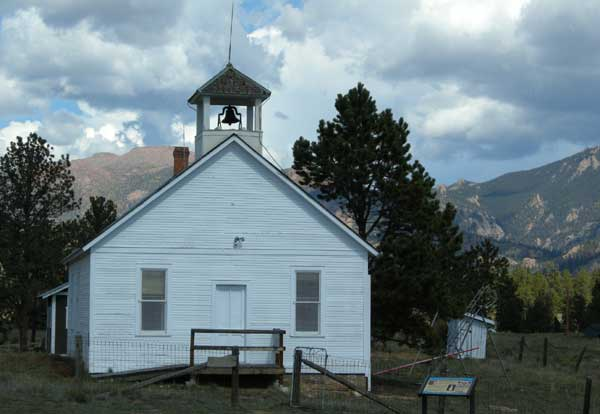
Ancienne école de Tarryall.
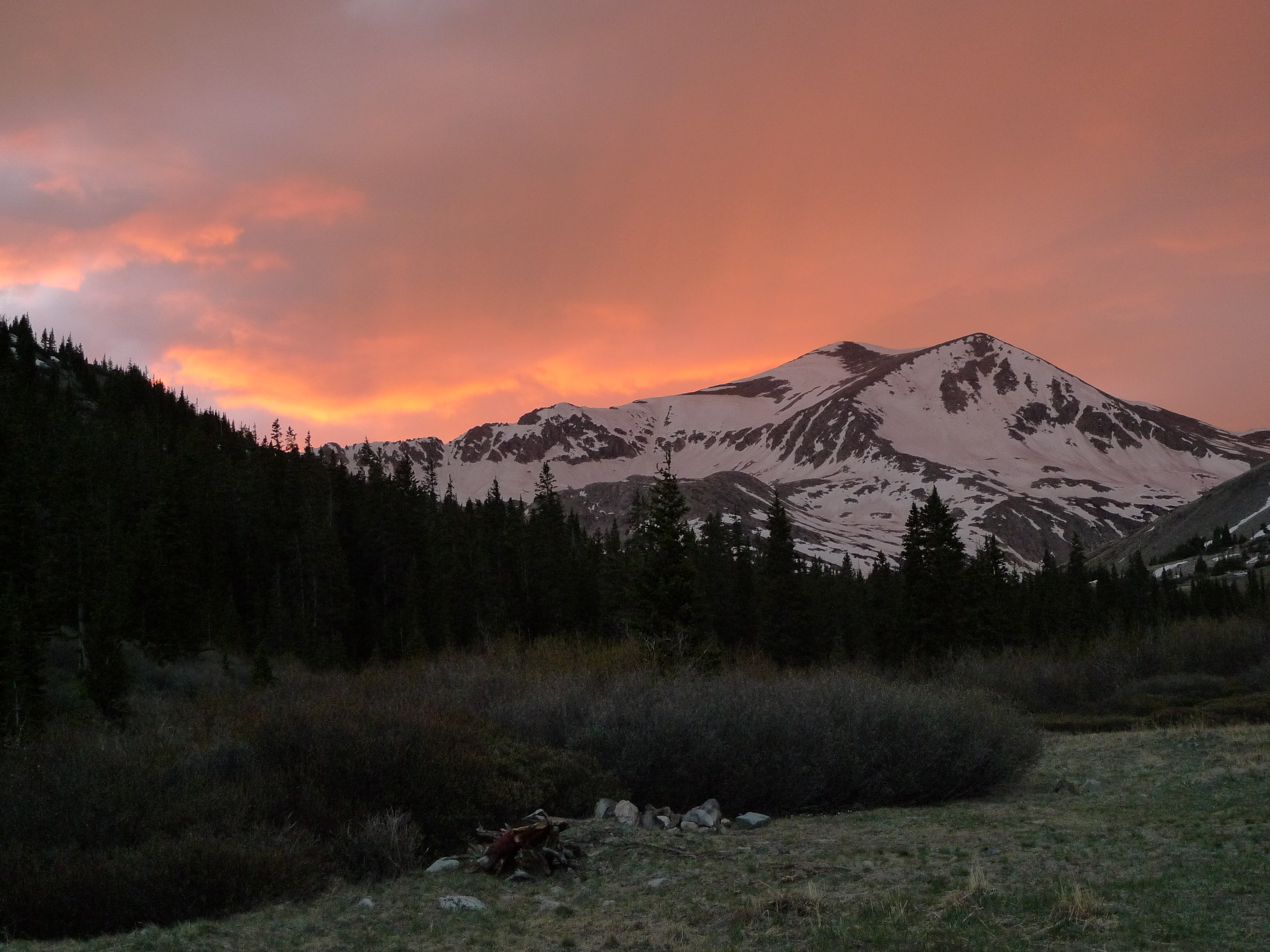
Le mont Democrat.
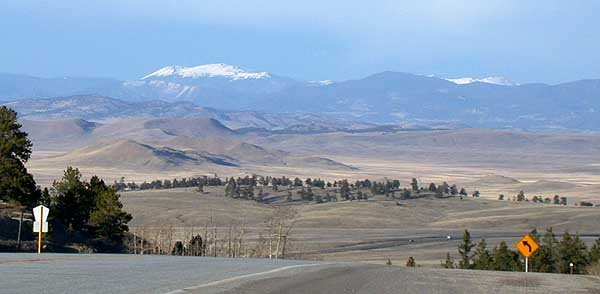
le col Trout Creek